# Tredje vägen (Polen)
Tredje vägen (polska: Trzecia Droga, TD) är en valkartell i Polen bestående av kristdemokratiska Polska folkpartiet och Polen 2050.
I parlamentsvalet i Polen 2023 fick den nybildade alliansen 14,4 procent av rösterna och 65 mandat i parlamentet.